# درمانگاه پوستچی
درمانگاه و بیمارستان فوق تخصصی چشم پوستچی واقع در استان فارس، شهر شیراز درمانگاه و بیمارستانی است آموزشی و درمانی وابسته به دانشگاه علوم پزشکی شیراز که در سال ۱۳۳۷ شمسی تأسیس گردید.

## تاریخچه ساخت بیمارستان
در سال ۱۳۳۱ ه‍.ش بیماریهای خطرناکی چون تراخم، آب مروارید و آب سیاه و بیماریهای قرنیه مزمن چشم در شهر شیراز و شهرستانهای تابعه اغلب مردم را رنج می‌داد و به دلیل امکانات محدود بهداشتی و پزشکی در برخی موارد به نابینایی افراد منجر می‌شد.
عنایت‌الله پوستچی در خرداد ۱۳۳۱ ه‍.ش جهت معالجه و مداوای خود به انگلستان عزیمت و در طول مدت اقامت خود همواره با نزدیکان و آشنایان در خصوص احداث درمانگاه و بیمارستان چشم‌پزشکی صحبت می‌نماید و این امر را از نیات مهم خود می‌شمرد. پوستچی در مراجعت از سفر خود ابتدا اقدام به خرید قطعه زمینی به مساحت ۲۵۱۷ متر مربع در یکی از نقاط مرغوب شهر شیراز یعنی خیابان زند نمود و مبلغ چهارصد هزار تومان از اموال نقدی خود را به امر ساخت بیمارستان اختصاص داد، بعد از فوت ایشان در سال ۱۳۳۱ ه‍.ش متولی وقت با فروش بخشی از اموال شخصی واقف مبلغی را تهیه و اقدام به ساخت مرکز مذکور نمودند و نهایتاً در سال ۱۳۳۷ ه‍.ش عملیات احداث ساختمان بیمارستان آغاز شد، بنا به دلایل مختلف از جمله عدم وجود بودجه کافی امور ساخت و ساز بیمارستان بطول انجامید و نهایتاً سال ۱۳۴۲ ه‍.ش بنای درمانگاه با زیربنای ۱۵۰۰ متر مربع تکمیل و آماده بهره‌برداری شد. بتدریج در همان سال تجهیزات لازم و وسائل پیشرفته پزشکی از کشور آلمان خریداری و به محل بیمارستان انتقال و پذیرش بیماران نیازمند و مراجعه کننده از اقصی نقاط کشور آغاز گردید. در سال ۱۳۴۲ کادر بیمارستان عبارت بودند از: ۱- دکتر برجیس ریاست بیمارستان ۲- دکتر محمد حسین جمال آبادی متخصص چشم ۳- محمد باقر عادلی مسئول داروخانه ۴- محمد هادی تقاء حسابدار ۵- قاسم هنرور نگهبان و اسعد زارع باغبان که به مرور زمان با توجه به مراجعات بیماران از جنوب کشور با همکاری دانشگاه شیراز به تعداد پزشکان و پرسنل بیمارستان افزوده شد.

## همکاری با دانشکده علوم پزشکی
در سال ۱۳۴۸ ه‍.ش قرارداد همکاری با ریاست وقت دانشگاه شیراز دکتر نهاوندی و متولی موقت موقوفه منعقدشد. از همان سال با کوشش و جدیت دکتر خدادوست ریاست بخش چشم دانشکده پزشکی شیراز از دوره‌های مختلف آموزش تخصصی چشم‌پزشکی به دانشجویان شروع شد. چنان‌که در سال ۱۳۵۸ ه‍.ش تعداد درمانگاه‌های بیمارستان به هفت عدد رسید.

## بانک قرنیه
در سال ۱۳۵۲ هجری شمسی با همت علی‌اصغر خدادوست اولین بانک چشم ایران در بیمارستان پوستچی تأسیس و عمل پیوند قرنیه انجام شد.

## درمانگاه بیمارستان شد[۳][۴]
در سال ۱۳۷۹ ه‍.ش با همکاری دانشگاه علوم پزشکی شیراز و مدیریت وقف اوقاف فارس بخش پژوهشی چشم که از مهم‌ترین بخشهای بیمارستان می‌باشد افتتاح شد.
عنایت اله پوستچی به منظور تأمین مالی بیمارستان اقدام به خرید سه دانگ از روستای اکبرآباد قرآن را نمود که طی وقف‌نامه شماره ۱۶۹۲۵ املاک فوق را وقف بر بیمارستان چشم‌پزشکی پوستچی نمودند.
از سال ۱۳۷۶ ه‍.ش به بعد با همت اداره اوقاف و امور خیریه ناحیه ۵ شیراز بخش پژوهشی تحقیقاتی چشم بیمارستان پوستچی با امکانات لازم راه اندازی که این بخش را می‌توان اولین بخش پژوهشی چشم در سطح ایران برشمرد.
در ۱۳۹۶ ه‍.ش این درمانگاه به دستگاه OCT (عکس‌برداری از لایه‌های مختلف چشم) با دقت بالا و کاهش خطاپذیری مجهز شد، که این دستگاه اولین از نوع خود در بخش دولتی می‌باشد.